# Петраускас Олег Валдасович
Олег Валда́сович Петра́ускас (30 січня 1963, м. Губаха, Пермська область) — український археолог; кандидат історичних наук, старший науковий співробітник відділу археології ранніх слов'ян Інституту археології НАН України.

## Біографія
У 1982—1987 рр. навчався на історичному факультеті Київського педагогічного інституту ім. О. М. Горького (нині Національний педагогічний університет імені М.П. Драгоманова).
З 1990 р. до 1993 р. навчався в аспірантурі Інституту археології НАН України.
У 1993 р. захистив кандидатську дисертацію на тему «Історія обряду кремації на території Середнього Подніпров'я у І тис.н. е.».
В даний час працює старшим науковим співробітником відділу археології ранніх слов'ян та регіональних польових досліджень Інституту археології НАН України.

## Наукова діяльність
Основними напрямками наукових досліджень є археологічні культури та історичні процеси на території Південно-Східної Європи у першій половині І тис.н. е.. Основна тематика пов'язана із вивченням пам'яток черняхівської культури.
Є автором понад 150 наукових робіт, які надруковані в Україні, Росії, Білорусі, Польщі та Німеччини.
Брав участь у республіканських та міжнародних конференціях, проходив стажування в Німеччині (Мюнхен — 1997 р., Берлін — 2011 р.).
Брав участь у міжнародних експедиціях — Польща (1997 р.), Росія (2005 р.).
Перша експедиція, в якій узяв участь, відбулась у 1983 р. («Обухів 1» та «1а»). З 1989 р. проводить самостійні польові дослідження. Керував розкопками пам'яток черняхівської культури: «Обухів-1» та 1а, Канів, Велика «Бугаївка 1» та 2, «Червоне-2»; ранньослов'янського часу «Обухів-2» та ін. Брав участь в розкопках поселень «Малополовецьке-2» (черняхівська культура), Мотовилівська Слобідка-4, Ходосівка-Заплава (київська культура), Крюківщина (пізньозарубинецького типу), Новосілки (пеньківська культура) та ін.
Під час розвідок відкрив та обстежив понад 100 нових пам'яток археології.
З 2012 року очолює міжнародний науково-дослідницький проект з дослідження виробничого центру поблизу с. Комарів (Чернівецька область, Україна).

## Праці
Петраукас О. В., Діденко С. В. 2019. Знахідки римських речей з північного Поділля (нові надходження до фондів Національного музею історії України). Oium, 6, с. 148—168
Petrauskas, O., Awramenko, M. 2019. The settlement Komariv — glass-production centre in the European Barbaricum: a cultural and natural environment. Plural, 7 (2), p. 68-91.
Петраускас О. В. 2019. Волинцевський комплекс ранньослов'янського поселення Обухів-2. Археологія, 1, с. 67-82
Petrauskas, O.V. 2018. Glasbecher vom Typ Eggers 230 in der Černjachiv-Kultur: Zur relativen Chronologie. Sdudia Barbarica (Prof. A. Kokowskiemu w 65. rocznicę urodzin), 1, p. 536—563.
Петраускас, О. В. 2018. Могильник та поселення черняхівської культури Велика Бугаївка в системі старожитностей Середнього Подніпров'я. Археологія, 2, с. 22—41.
Петраускас, О. В., Коваль, О. А. 2017. Експериментальні роботи Комарівської археологічної експедиції в 2015 р. Археологія і давня історія України, 1 (22), с. 220—228.
Петраускас, О. В., Коваль, О. А., Милян, Т. Р., Авраменко, М. О. 2017. Горни пізньоримського часу з Комарова. (археологічні матеріали, особливості побудови та експлуатації). Європейська археологія І тисячоліття.н. е. (Збірник наукових праць на честь Л. В. Вакуленко), с. 107—158.
Petrauskas, O.V. 2017. Übergang von der Stufe С2 zu С3 in der Černjachov-Kultur (Auf dem Beispiel der Glasschalen mit Ringboden). Ephemeris Napocensis, XXVII, p. 123—154.
Петраускас, О. В. 2016. Скляні посудини типу Еггерс/230 в черняхівській культур: хронологічний аспект. Oium, 5, с. 89—106.
Петраускас, О. В., Коваль О. А. 2016. Житло з ранньослов'янськими елементами на черняхівському поселенні біля Комарова. In Sclavenia terra, 1, с. 41—57.
Petrauskas, O. V. 2014. Komariv — ein Werkstattzentrum barbarischen Europas aus spätrömischer Zeit (Forschungsgeschichte, einige Ergebnisse und mögliche Perspektiven). Ephemeris Napocensis, XXIV, p. 87—116.
Петраускас, О. В. 2014. Разрушенные погребения на могильниках черняховской культуры Поднепровья — анализ археологической структуры. В: Івакін, Г. Ю. (ред.). Від Венедів до Русі. Збірник наукових праць на пошану доктора історичних наук, професора Дениса Никодимовича Козака з нагоди його 70-ліття. Київ: ІА НАН України; Харків: Майдан, с. 125—152.
Петраускас, О. В., Шишкин, Р. Г. 2013. Могильник и поселение черняховской культуры у с. Великая Бугаевка (археологический источник). Oium, 2. Київ: Аграр Медіа Груп.
Petrauskas, O. V. 2011. Scheibengedrehte Keramik als chronologischer Anzeiger nach den Materialen des Gräberfeldes der Černjachov-Kultur bei Velikaja Bugaevka, Kievskaja obl., Ukraine. Bonner Beiträge zur Vor- und Frühgeschichtlichen Archäologie, 13, S. 399—416.
Петраускас, О. В., Шишкин, Р. Г., Абашина, Н. С. 2011. Новые исследования раннеславянского поселения Обухов-2 в 2007 г. Stratum plus, 5, с. 61—88.
Петраускас, О. В., Синица, Е. В. 2010. Фибулы «щиткового типа» черняховской культуры. Германия-Сарматия, 2, с. 113—132.
Петраускас, О. В. 2009. Час появи та деякі особливості розвитку трупопокладень із західною орієнтацією в черняхівській культурі (за даними могильників України). В: Мызгин, К. В. (ред.). Ostrogothica. Археология Центральной и Восточной Европы позднеримского времени и Эпохи Великого переселения народов. Сборник научных трудов к 10-летию Германо-Славянской археологической экспедиции Харьковского национального университета имени В. Н. Каразина. Харьков: Тимченко, с. 186—215.
Кравченко, Н. М., Петраускас, О. В., Шишкин, Р. Г., Петраускас, А. В. 2007. Памятники археологии позднеримского времени Правобережной Киевщины. Киев: КНТ.
Petrauskas, O. V. 2003. Die Gräberfelder der Černjachov-Kultur von Kosanovo und Gavrilovka — eine vergleichende Studie zu Chronologie, Bestattungssitten und ethnokulturellen Besonderheiten. Berichte der Römische-Germanischen Kommission, 84, S. 225—351.
Петраускас, О. В. 2002. Типи археологічних комплексів трупоспалень черняхівської культури (територія поширення, етнокультурні особливості та хронологія). Археологія, 3, с. 40—65.
Oblomski, A. M., Petrauskas, O. V., Terpilovski, R. V. 2000. Environmental reasons of migrations of the south-eastern Europe population in the 1st—5th centuries AD. Archaeologia Polona, 37, p. 71—86.
Petrauskas, O. V. 1999. Zur Rekonstruktion von Brandbestattungen nach den Befunden in den Gräberfeldern der Černjachov-Kultur. In: Gomolka-Fuchs, G. (Hrg.). Die Sintana de Mures—Černjachov-Kultur. Bonn, S. 1—10.
Петраускас, О. В. 1998. Могильник черняховской культуры в г. Каневе — ул. Пушкина. Studia Gothika, ІІ, с. 189—220.
Петраускас, О. В. 1993. Про культовий шар та поховання з трупоспаленням на могильниках черняхівської культури. Археологія, 2, с. 36—51.
Обломский, А. М., Терпиловский, Р. В., Петраускас, О. В. 1991. Распад зарубинецкой культуры и его социально-экономические и идеологические причины. Препринт, Киев: АН УССР.